# Stuttgart 21

Karta över projektet

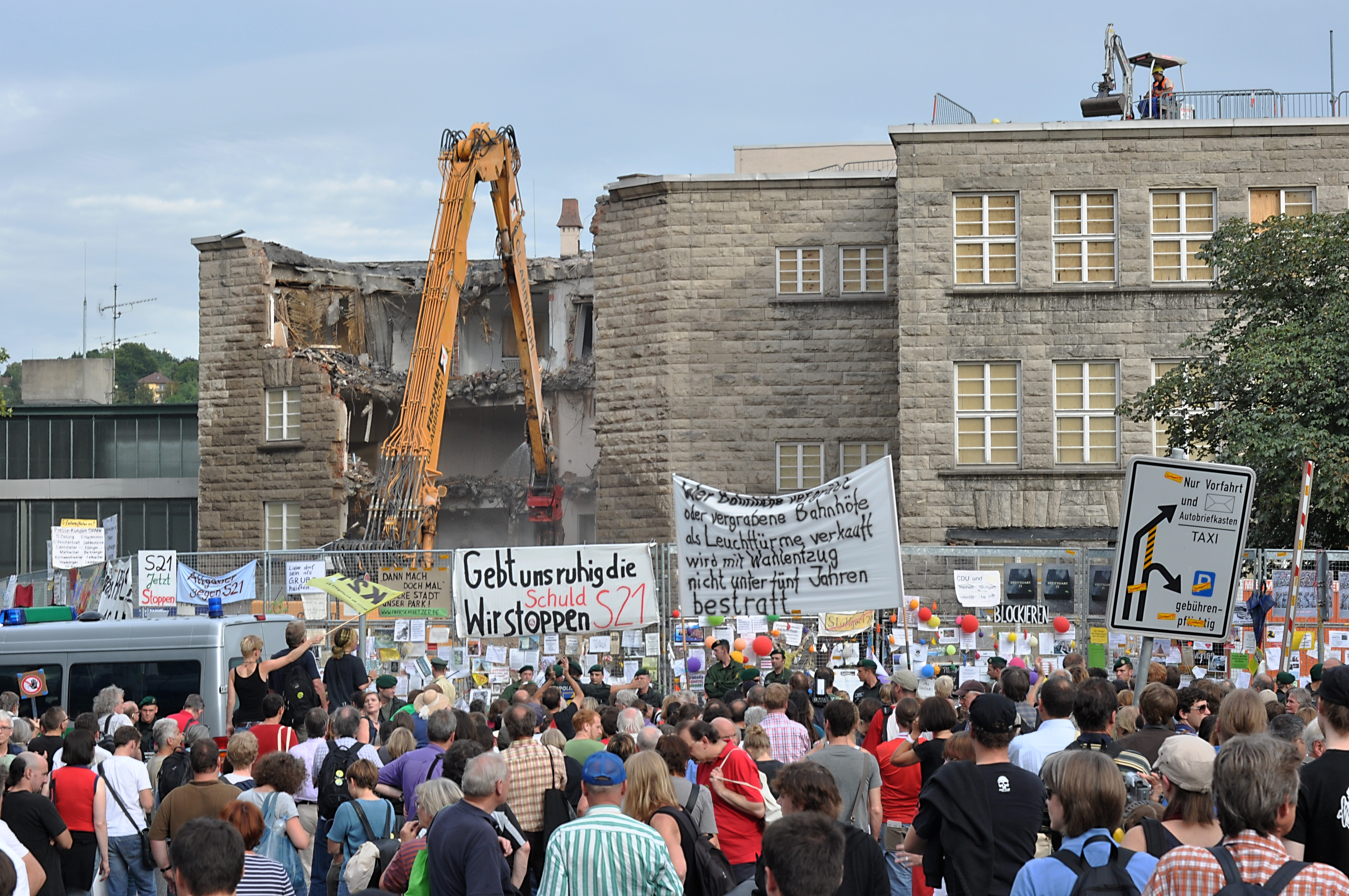
Rivning av Stuttgarts järnvägsstation (den norra delen) i augusti 2010

Stuttgart 21 är ett igångsatt trafik- och stadsplaneringsprojekt som ska förnya järnvägsknutpunkten Stuttgart i den tyska delstaten Baden-Württemberg. En viktig del av Stuttgart 21 är ombyggnaden av Stuttgart Hauptbahnhof (centralstation) till en underjordisk och genomgående järnvägsstation (en pendeltågstunnel, Förbindningsbanan, invigdes 1978). Tillfartssträckorna läggs i tunnel. De ytor som därmed frigörs kommer därefter att ställas till förfogande för stadsutveckling. Till detta kommer tre nya stationer i Stuttgart och dessutom en ny järnväg mellan Stuttgart och Wendlingen. Talet 21 i projektets namn syftar på 2000-talet, på tyska 21. Jahrhundert, dvs det 21 århundradet.
Deutsche Bahn är byggherre för Stuttgart 21 som också finansieras av bl.a. tyska staten, delstaten Baden-Württemberg, Stuttgarts stad, Stuttgarts flygplats och EU.  
Projektet utarbetades först av trafikforskaren Gerhard Heimerl 1988 och planerna offentliggjordes 1994. Byggarbeten påbörjades 2 februari 2010 och planeras fullföljas i december 2025.
Stuttgart 21 ingår som del av en större plan om att modernisera förbindelsen mellan Paris, München, Wien och till slut Budapest. Stuttgart kallas i denna förbindelse för Europas nya hjärta. Genomförandet förutsätter rivning av delar av Paul Bonatz' stationsbyggnad från 1927. Rivning av norra och södra flyglarna ägde rum 2010.
Projektet är mycket omstritt och det har stora protestmöten har hållits, bl.a. 30 september 2010 då det förekom sammanstötningar mellan demonstranter och polis. Motståndarnas alternativa projekt går under namnet Kopfbahnhof 21 (Kopf, tyska för huvud; Kopfbahnhof betyder säckstation).